# شینزو کوروکی
شینزو کوروکی (به انگلیسی: Shinzo Koroki) بازیکن فوتبال اهل ژاپن است‌. که در باشگاه فوتبال اوراوا رد دیاموندز ژاپن بازی می کند.